# レイモンド・ド・モンモランシー (第3代フランクフォート・ド・モンモランシー子爵)
第3代フランクフォート・ド・モンモランシー子爵レイモンド・ハーヴィー・ド・モンモランシー（Raymond Hervey de Montmorency, 3rd Viscount Frankfort de Montmorency KCB、1835年9月21日 – 1902年5月7日）は、イギリス陸軍の軍人、アイルランド貴族。軍人としての最終階級は少将。保守党に属し、アイルランド貴族代表議員を務めた。

## 生涯
第2代フランクフォート・ド・モンモランシー子爵ロッジ・ド・モンモランシーと妻ジョージアナ・フレデリカ（1808年ごろ – 1885年4月16日、ピーター・フィッツギボン・ヘンチーの娘）の息子として、1835年9月21日にエセックス州セイドン・ボイスで生まれた。両親は1843年に別居した。1848年から1852年までイートン・カレッジで教育を受けた。
1854年8月30日にエンサイン（歩兵少尉）として第33歩兵連隊に入隊、1855年1月12日に中尉に昇進した。クリミア戦争ではセヴァストポリ包囲戦、レダン要塞の戦いに参戦し、イギリスのクリミア・メダル、オスマン帝国のクリミア・メダル、サルデーニャ王国のクリミア・メダルをすべて授与された。1857年から1858年にかけてのインド大反乱鎮圧にも参戦して、インド大反乱メダルを授与された。
1861年3月29日に大尉に昇進した後、第32歩兵連隊に転じ、1861年12月6日から1864年12月31日まで親族にあたるエドワード・バジル・ブルック（Edward Basil Brooke）少将のエー＝ド＝カン（副官）として小アンティル諸島のウィンドワード諸島、リーワード諸島に駐留した。1865年6月4日にサー・ジョン・ミシェルの副官に転じ、イギリス領北アメリカに駐留した。1866年にはフェニアン襲撃への対処に関わり、Canada General Service Medalを授与された。

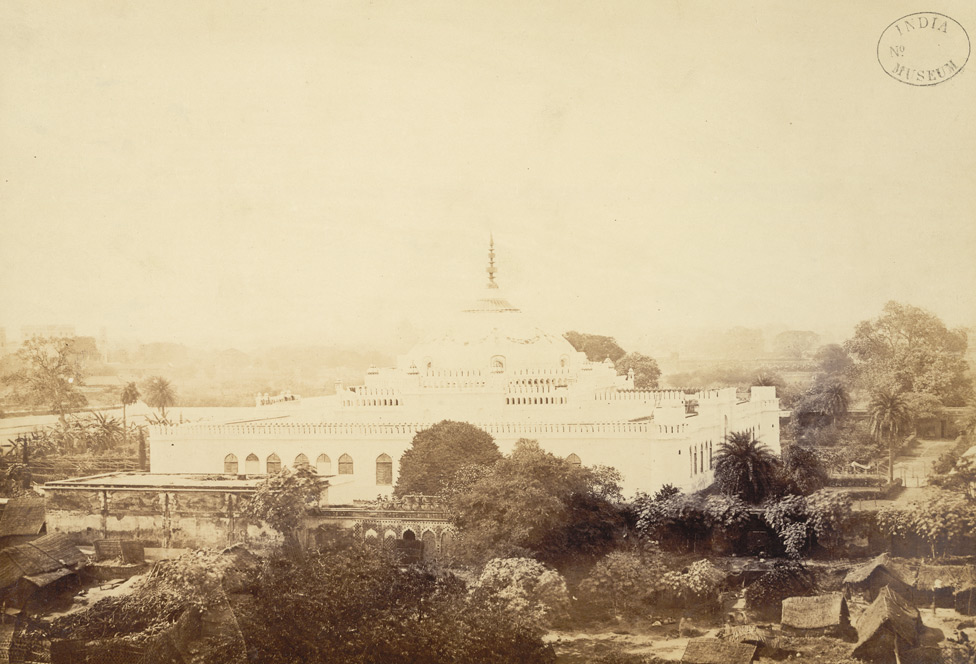
1867年、ド・モンモランシーがラクナウで撮影した、ガーズィー・ウッディーン・ハイダル・シャーの墓所の写真。

この時期にエチオピア帝国を旅行し、ロバート・ネイピアによるエチオピア遠征に志願兵として参戦した。ド・モンモランシーはアンバ・マリアムまで遠征軍に随行し、アビシニア戦争メダルを授与された。その後、1876年に中佐、1881年に大佐に昇進した。
マフディー戦争には1886年から1887年にかけての戦役で参戦し、ケディブの星を授与された。1887年にアレクサンドリアで現地限りの階級として少将に昇進し、1889年11月30日に正式に昇進した。
1889年12月25日に父が死去すると、フランクフォート・ド・モンモランシー子爵位を継承した。爵位継承以降も軍務を続け、1890年から1895年までベンガル地方、1895年から1897年までダブリンに駐留した後、1897年9月21日、62歳の誕生日とともに軍務から引退した。1898年5月21日、バス勲章ナイト・グランド・クロスを授与された。1900年6月5日にアイルランド貴族代表議員に当選、1902年に死去するまで務めた。貴族院では保守党に属した。
1902年5月7日にセント・ジェームズのベリー・ストリート30号で卒中により死去、12日にドーセット州デューリッシュで埋葬された。長男に先立たれたため、次男ウィロビー・ジョン・ホレスが爵位を継承した。

## 家族
1866年4月25日、モントリオールでレイチェル・メアリー・ラムリー・ゴドルフィン・ミシェル（Rachel Mary Lumley Godolphin Michel、1936年3月10日没、サー・ジョン・ミシェルの娘）と結婚、2男3女をもうけた。
- レイモンド・ハーヴィー・ロッジ・ジョセフ（英語版）（1867年2月5日 – 1900年2月23日） - 陸軍軍人、生涯未婚。第二次ボーア戦争で戦死[1]
- ウィロビー・ジョン・ホレス（1868年5月3日 – 1917年7月5日） - 第4代フランクフォート・ド・モンモランシー子爵[1]
- キャロライン・ブランシュ・フェイン（1871年4月6日 – 1892年10月17日[5]）
- キャスリーン・ルイーザ・ミシェル（1873年9月21日 – 1927年10月4日[5]）
- リリー・レイチェル・メアリー（1875年4月13日[5] – 1967年4月15日） - 生涯未婚[6]

## 関連文献
- Vetch, Robert Hamilton; Falkner, James (23 September 2004). "Montmorency, Raymond Harvey de, third Viscount Frankfort de Montmorency". Oxford Dictionary of National Biography (英語) (online ed.). Oxford University Press. doi:10.1093/ref:odnb/32778。 (要購読、またはイギリス公立図書館への会員加入。)

| アイルランドの爵位              | アイルランドの爵位                                       | アイルランドの爵位                  |
| ------------------------------- | -------------------------------------------------------- | ----------------------------------- |
| 先代 ロッジ・ド・モンモランシー | フランクフォート・ド・モンモランシー子爵 1889年 – 1902年 | 次代 ウィロビー・ド・モンモランシー |